# Super Smash Bros.
Super Smash Bros. (jap. ニンテンドウオールスター!大乱闘スマッシュブラザーズ Nintendo All-Star! Dairantō Smash Brothers) – gra komputerowa z gatunku bijatyk wydana na Nintendo 64 w 1999 roku, w której znaleźć można znane postacie z innych produktów firmy Nintendo.